# Apófisis mastoides
La apófisis mastoides es una prominente proyección redondeada de la porción mastoidea del hueso temporal localizado detrás del conducto auditivo externo y constituye un importante punto de inserción de músculos, incluyendo el esternocleidomastoideo. Por lo general, la apófisis mastoides es levemente mayor en proporción en hombres que en las mujeres. El nombre, mastoideo deriva del griego «masto» haciendo alusión a la forma semejante que tiene a la mama femenina.

## Caras
- Cara externa, más o menos convexa, presta inserción a la mayoría de los músculos rotatorios de la cabeza: el esternocleidomastoideo, el esplenio, el complexo menor.
- Cara interna ofrece en su parte superior una ranura ancha y profunda dirigida de atrás adelante; es la ranura digástrica (Incisura mastoidea) , en la que se inserta el vientre posterior del músculo digástrico. La parte interna de este canal muestra una eminencia roma, alargada de adelante atrás, en cuya vertiente interna está labrado otro surco por donde pasa la arteria occipital (Sulcus arteriae occipitalis) . Dicho saliente recibe el nombre de eminencia yuxtamastoidea.

## Patologías

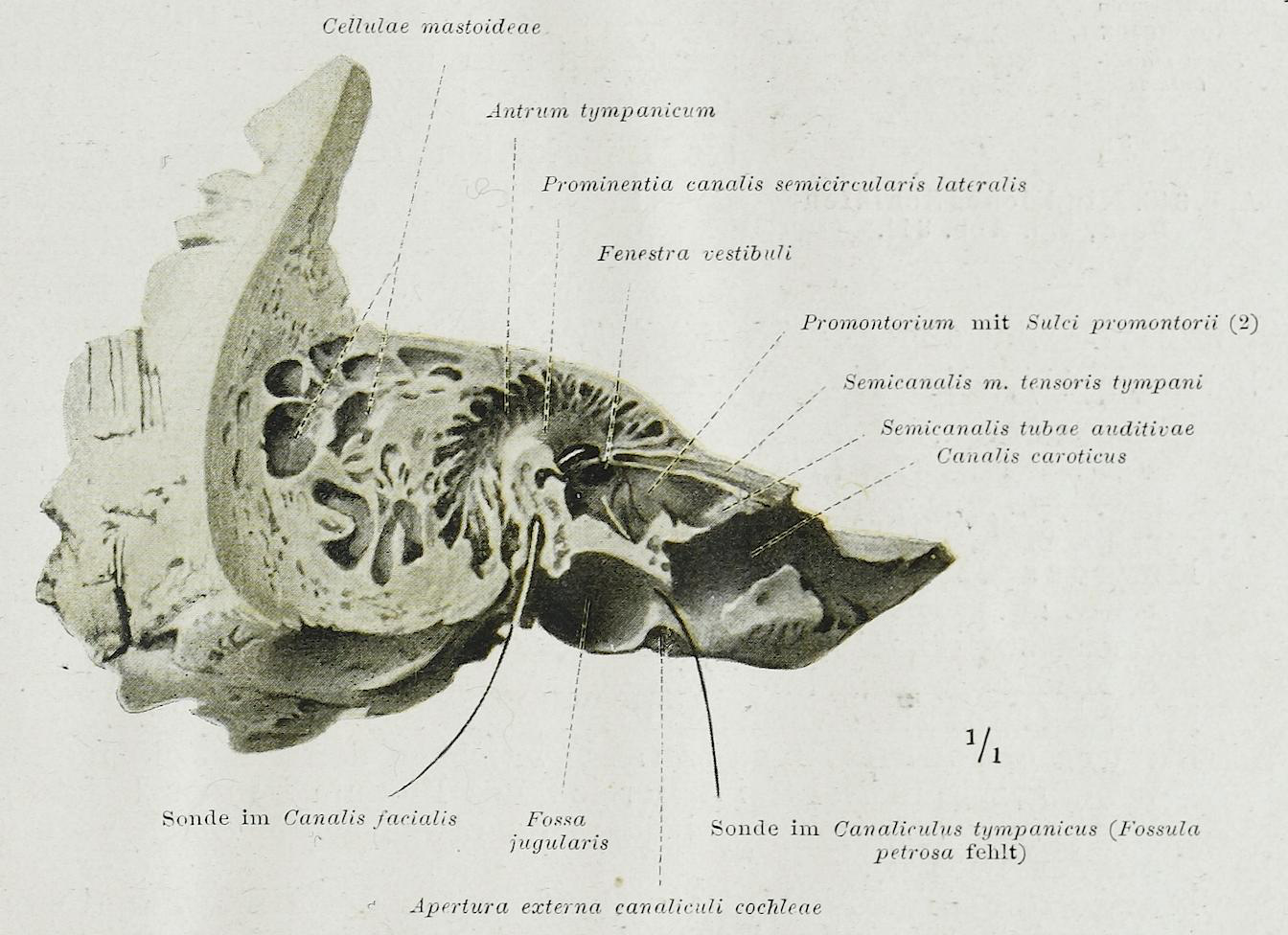
Corte transversal del temporal: se observan las celdillas mastoideas

La apófisis mastoides del hueso temporal se encuentra neumatizada, es decir, tiene cavidades o celdas que contienen aire, llamadas celdillas mastoideas. La mastoiditis aguda es una infección vírica dentro de las celdillas mastoideas de la apófisis mastoides. La formación neoplásica de células epiteliales en las celdas mastoideas se denomina colesteatoma y puede llegar a causar problemas auditivos o sordera e incluso la muerte, si cursa sin tratamientos.
La extracción de hueso infectado y de un colesteatoma, es un procedimiento quirúrgico llamado mastoidectomía que se aborda por detrás de la oreja o por el conducto auditivo externo.